# Шумка Василь Миронович
Василь Миронович Шумка (псевдо: Луговий) ( 1901, с. Стрілецький Кут, тепер Мамаївська сільська громада, Чернівецька область - † ?, м. Монреаль, Канада) — стрілець Буковинського Куреня, 3-ї Стрілецької дивізії Армії УНР, організатор і командир Буковинської Української Самооборонної Армії (БУСА).

## Життєпис
Стрілець Буковинського Куреня, 3-ї Стрілецької дивізії Армії УНР. Згодом капітан резерви румунської армії.
Працював вчителем у Стрілецькому Куті.
Комендант ВПЖ Косівського повітового проводу ОУН-М (1943). Переведений на Буковину (03.1944). Командир БУСА (“Зелена Буковина”) (1944), сотник дивізії «Галичина» УНА (1945). 
Перебував у таборах для біженців у Західній Німеччині. Емігрував до Канади, проживав у м. Монреаль, де й помер.